# Vasilij Vasil'evič Vachrušev
Vasilij Vasil'evič Vachrušev (in russo Василий Васильевич Вахрушев?; Tula, 28 febbraio 1902, 15 febbraio del calendario giuliano – Mosca, 13 gennaio 1947) è stato un politico sovietico.

## Biografia

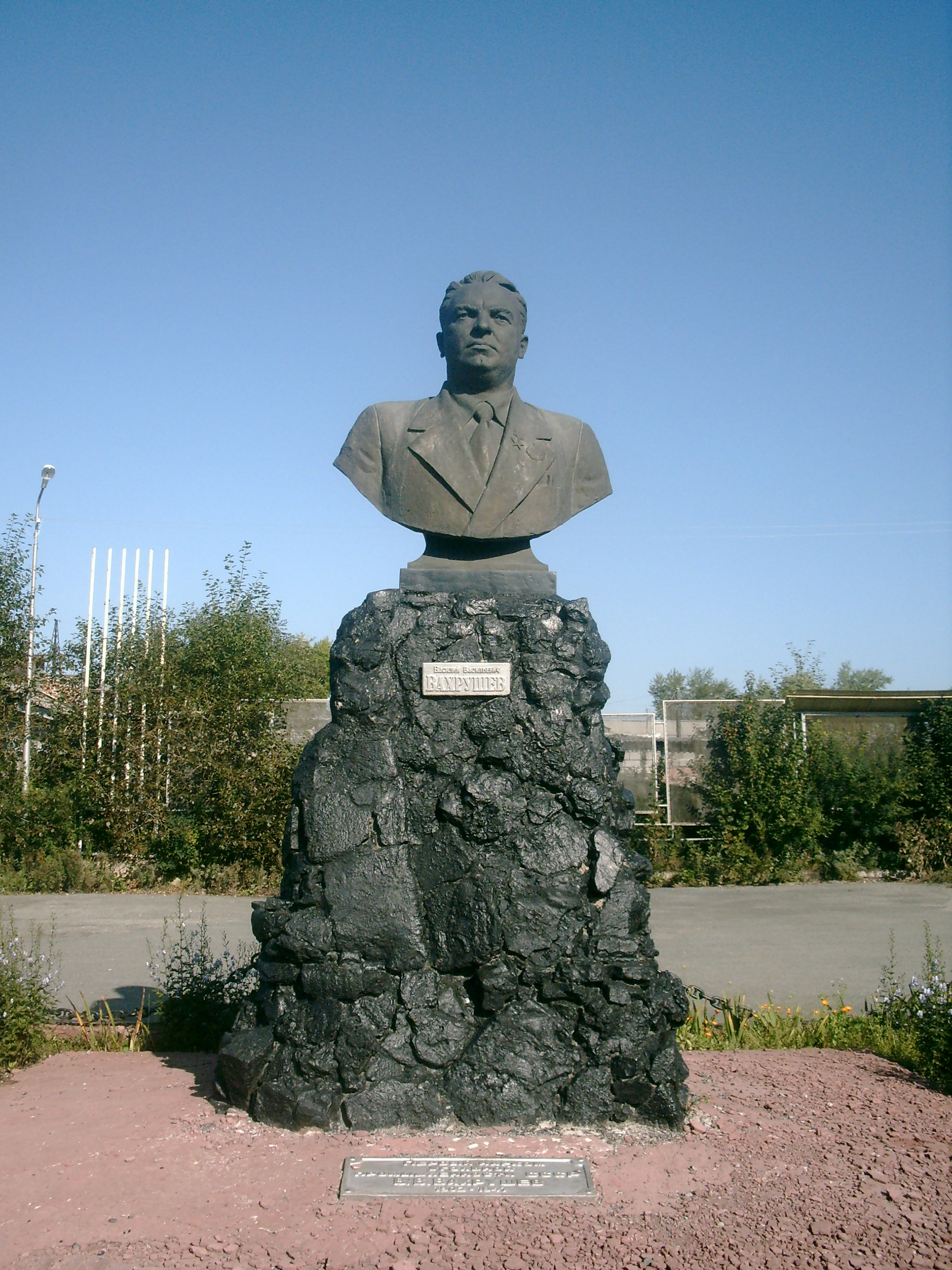
Monumento dedicato a Vachrušev nella città di Karpinsk

Nacque a Tula nella famiglia di un operaio e in gioventù lavorò come meccanico in alcune fabbriche cittadine. Nel 1917 entrò nell'Unione della gioventù operaia, nel 1918 si arruolò volontario nell'Armata Rossa e nel 1919 fu ammesso nel Partito comunista russo (bolscevico). Dopo la guerra civile lavorò nel partito e nell'amministrazione pubblica a Tula, poi divenne un importante dirigente industriale: negli anni venti e trenta diresse la fabbrica metallurgica di Kosaja Gora, quella di vagoni di Kalinin, la centrale elettrica di Kašira, la Mosėnergo. Dal 1937 fu Commissario del popolo della RSFS Russa per l'industria locale, mentre nel 1938 divenne vicepresidente e nel luglio 1939 presidente del Consiglio dei commissari del popolo, dopo che a marzo 1939 era entrato a far parte del Comitato Centrale del Partito Comunista di tutta l'Unione. Pochi mesi dopo fu nominato Commissario del popolo dell'URSS per l'industria carbonifera, ruolo che ricoprì durante la Seconda guerra mondiale e nell'immediato dopoguerra.
In suo onore sono state intitolate città, villaggi, fabbriche e sono state istituite borse di studio. Le ceneri di Vasilij Vachrušev sono conservate presso la necropoli delle mura del Cremlino.